# Singer 11
Der Singer 11 ist ein Mittelklassewagen, den Singer von 1934 bis 1937 baute.
Der Wagen hatte einen Vierzylinder-Reihenmotor mit 1394 cm³ Hubraum (Bohrung × Hub = 66,5 mm × 105 mm), der 39 bhp (28,7 kW) bei 4000/min. leistete. Der Motor hatte eine obenliegende Nockenwelle.
Parallel zum als Limousine verfügbaren Singer 11 wurde noch ein weiteres Mittelklassemodell mit Stromlinienkarosse gebaut, der 11 Airstream, der aber mit dem 11 nur den Namen gemein hatte.
1938 erschien als Nachfolger des 11 der etwas größere Super 12.